# Ischiotrichus fossulatus
Ischiotrichus fossulatus är en mångfotingart som beskrevs av Carl Graf Attems 1953. Ischiotrichus fossulatus ingår i släktet Ischiotrichus och familjen Spirostreptidae. Inga underarter finns listade i Catalogue of Life.